# Rabanera
Rabanera – gmina w Hiszpanii, w prowincji La Rioja, w La Rioja, o powierzchni 13,81 km². W 2011 roku gmina liczyła 45 mieszkańców.